# Asplenium horizontale
Asplenium horizontale är en svartbräkenväxtart som beskrevs av Bak. Asplenium horizontale ingår i släktet Asplenium och familjen Aspleniaceae. Inga underarter finns listade.